# Promozione Puglia 1977-1978
Nella stagione 1977-1978 la Promozione era il quinto livello del calcio italiano (il massimo livello regionale). Qui vi sono le statistiche relative al campionato in Puglia.
Il campionato è strutturato in vari gironi all'italiana su base regionale, gestiti dai Comitati Regionali di competenza. Promozioni alla categoria superiore e retrocessioni in quella inferiore non erano sempre omogenee; erano quantificate all'inizio del campionato dal Comitato Regionale secondo le direttive stabilite dalla Lega Nazionale Dilettanti, ma flessibili, in relazione al numero delle società retrocesse dal Campionato Interregionale e perciò, a seconda delle varie situazioni regionali, la fine del campionato poteva avere degli spareggi sia di promozione che di retrocessione.

## Girone A

### Squadre partecipanti
| Club                 | Città                  |
| -------------------- | ---------------------- |
| Pol. Arpifoggia      | Foggia                 |
| S.S. Circito Cassano | Cassano Murge (BA)     |
| A.S. Castellana      | Castellana Grotte (BA) |
| U.S. Bitonto         | Bitonto (BA)           |
| U.S. Corato          | Corato (BA)            |
| G.S.O.P. Don Uva     | Bisceglie (BA)         |
| U.S. Giovinazzo      | Giovinazzo (BA)        |
| U.S. Lucera          | Lucera (FG)            |
| Molfetta Sportiva    | Molfetta (BA)          |
| U.S. Modugno         | Modugno (BA)           |
| U.S. Noicattaro      | Noicattaro (BA)        |
| A.S. Ortanova        | Orta Nova (BA)         |
| S.S. Pro Gioia       | Gioia del Colle (BA)   |
| A.C. Triggiano       | Triggiano (BA)         |
| U.S. San Severo      | San Severo (FG)        |
| Pol. Trani           | Trani (BA)             |

### Classifica finale
|  | Pos. | Squadra           | Pt  | G   | V   | N   | P   | GF  | GS  | DR  |
|  | ---- | ----------------- | --- | --- | --- | --- | --- | --- | --- | --- |
|  | 1.   | Trani             | 46  | 30  | 19  | 8   | 3   | 42  | 14  | +28 |
|  | 2.   | Lucera            | 41  | 30  | 15  | 11  | 4   | 48  | 22  | +26 |
|  | 3.   | Bitonto           | 39  | 30  | 13  | 13  | 4   | 29  | 13  | +16 |
|  | 4.   | Modugno           | 38  | 30  | 14  | 10  | 6   | 32  | 24  | +8  |
|  | 5.   | Pro Gioia         | 35  | 30  | 13  | 9   | 8   | 31  | 21  | +10 |
|  | 6.   | Noicattaro        | 31  | 30  | 10  | 11  | 9   | 20  | 23  | -3  |
|  | 7.   | San Severo        | 31  | 30  | 12  | 7   | 11  | 27  | 33  | -6  |
|  | 8.   | Castellana        | 29  | 30  | 11  | 7   | 12  | 38  | 25  | +13 |
|  | 9.   | Corato            | 27  | 30  | 9   | 9   | 12  | 30  | 36  | -6  |
|  | 10.  | Triggiano         | 27  | 30  | 12  | 3   | 15  | 29  | 34  | -5  |
|  | 11.  | Giovinazzo        | 27  | 30  | 7   | 13  | 10  | 27  | 30  | -3  |
|  | 12.  | Don Uva Bisceglie | 26  | 30  | 8   | 10  | 12  | 34  | 39  | -5  |
|  | 13.  | Circito Cassano   | 26  | 30  | 8   | 10  | 12  | 26  | 36  | -10 |
|  | 14.  | Arpifoggia        | 26  | 30  | 9   | 8   | 13  | 30  | 44  | -14 |
|  | 15.  | Molfetta          | 25  | 30  | 7   | 11  | 12  | 24  | 24  | 0   |
|  | 16.  | Ortanova          | 6   | 30  | 1   | 4   | 25  | 17  | 66  | -49 |
|  |      |                   | 480 | 480 | 168 | 144 | 168 | 484 | 484 | 0   |

Legenda:

         Promosso in Serie D 1978-1979.
         Retrocesso in Prima Categoria 1978-1979.
Note:
Due punti a vittoria, uno a pareggio, zero a sconfitta.

## Girone B

### Squadre partecipanti
| Club                         | Città                     |
| ---------------------------- | ------------------------- |
| U.S. Calimera                | Calimera (LE)             |
| U.S. Carmiano                | Carmiano (LE)             |
| Pol. Castellaneta            | Castellaneta (TA)         |
| A.C. Copertino               | Copertino (LE)            |
| U.S. Pro Italia Galatina     | Galatina (LE)             |
| A.S. Ginosa                  | Ginosa (TA)               |
| Pol. Ars et Labor Grottaglie | Grottaglie (TA)           |
| A.C. Locorotondo             | Locorotondo (BA)          |
| A.C. Manduria                | Manduria (TA)             |
| A.C. Massafra                | Massafra (TA)             |
| Pol. Matino                  | Matino (LE)               |
| U.S. Novoli                  | Novoli (LE)               |
| A.C. Ostuni Sport            | Ostuni (BR)               |
| A.S. Putignano Calcio        | Putignano (BA)            |
| Pol. San Pietro              | San Pietro Vernotico (BR) |
| U.S. Tricase                 | Tricase (LE)              |

### Classifica finale
|  | Pos. | Squadra              | Pt  | G   | V   | N   | P   | GF  | GS  | DR  |
|  | ---- | -------------------- | --- | --- | --- | --- | --- | --- | --- | --- |
|  | 1.   | Grottaglie           | 43  | 30  | 15  | 13  | 2   | 35  | 11  | +24 |
|  | 2.   | Pro Italia Galatina  | 40  | 30  | 15  | 10  | 5   | 36  | 19  | +17 |
|  | 3.   | Ostuni               | 38  | 30  | 14  | 10  | 6   | 37  | 27  | +10 |
|  | 4.   | Tricase              | 33  | 30  | 12  | 9   | 9   | 34  | 18  | +16 |
|  | 5.   | Calimera             | 33  | 30  | 10  | 13  | 7   | 28  | 27  | +1  |
|  | 6.   | Massafra             | 32  | 30  | 9   | 14  | 7   | 35  | 24  | +11 |
|  | 7.   | Putignano            | 32  | 30  | 11  | 10  | 9   | 31  | 32  | -1  |
|  | 8.   | Copertino            | 31  | 30  | 12  | 7   | 11  | 45  | 35  | +10 |
|  | 9.   | Castellaneta         | 31  | 30  | 11  | 9   | 10  | 29  | 34  | -5  |
|  | 10.  | Locorotondo          | 26  | 30  | 5   | 16  | 9   | 28  | 32  | -4  |
|  | 11.  | Ginosa               | 26  | 30  | 8   | 10  | 12  | 27  | 34  | -7  |
|  | 12.  | Carmiano             | 26  | 30  | 8   | 10  | 12  | 21  | 33  | -12 |
|  | 13.  | Manduria             | 25  | 30  | 7   | 11  | 12  | 25  | 37  | -12 |
|  | 14.  | Matino               | 24  | 30  | 7   | 10  | 13  | 28  | 40  | -12 |
|  | 15.  | San Pietro Vernotico | 24  | 30  | 9   | 6   | 15  | 28  | 43  | -15 |
|  | 16.  | Novoli               | 16  | 30  | 4   | 8   | 18  | 14  | 35  | -21 |
|  |      |                      | 480 | 480 | 157 | 166 | 157 | 481 | 481 | 0   |

Legenda:

         Promosso in Serie D 1978-1979.
         Retrocesso in Prima Categoria 1978-1979.
Note:
Due punti a vittoria, uno a pareggio, zero a sconfitta.